# Cnidoscolus froesii
Cnidoscolus froesii är en törelväxtart som först beskrevs av Léon Camille Marius Croizat, och fick sitt nu gällande namn av Francisco Javier Fernández Casas. Cnidoscolus froesii ingår i släktet Cnidoscolus och familjen törelväxter. Inga underarter finns listade i Catalogue of Life.